# Deidad del clima

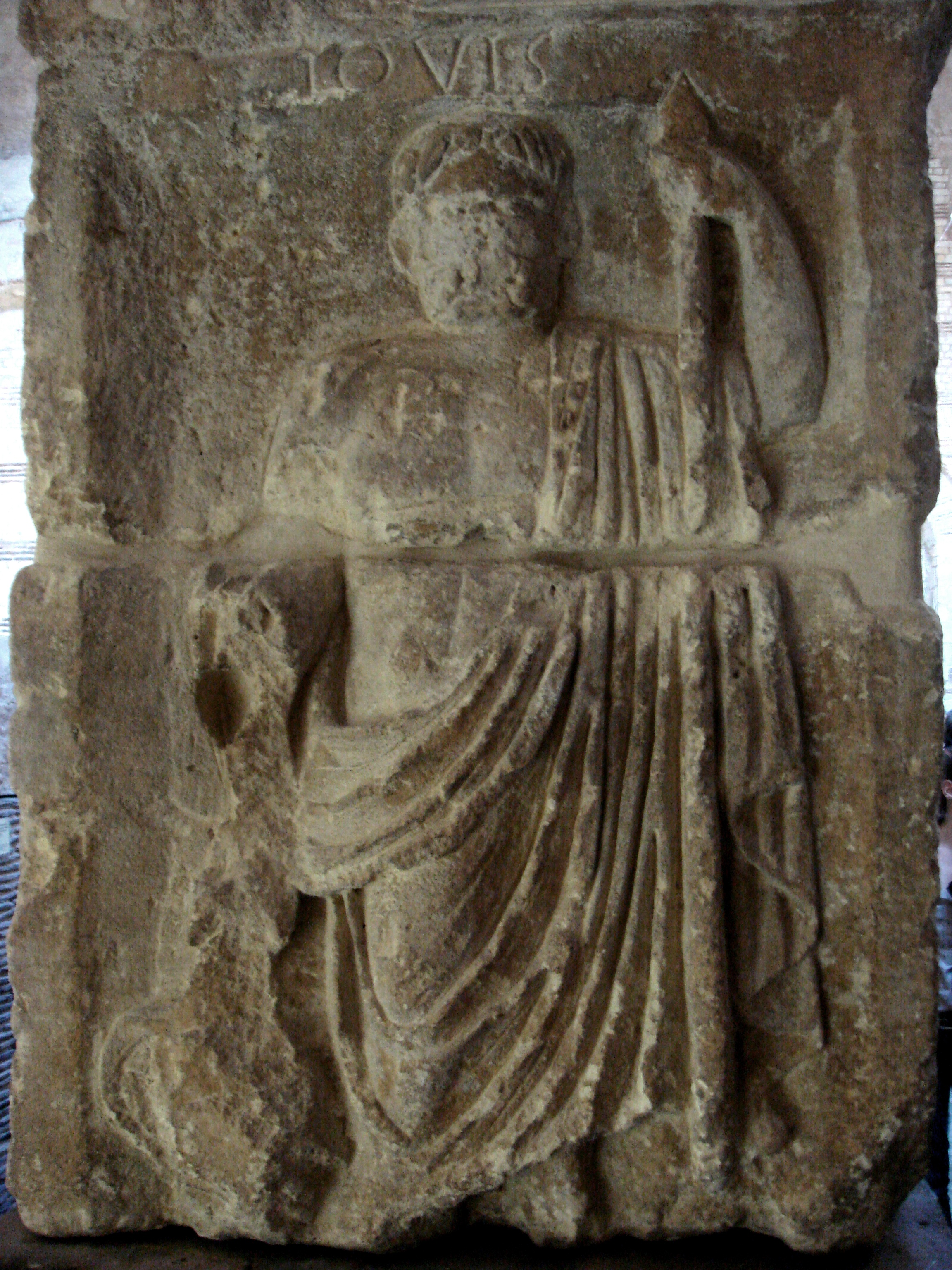
Júpiter, rey de los dioses y dios del clima en la antigua Roma

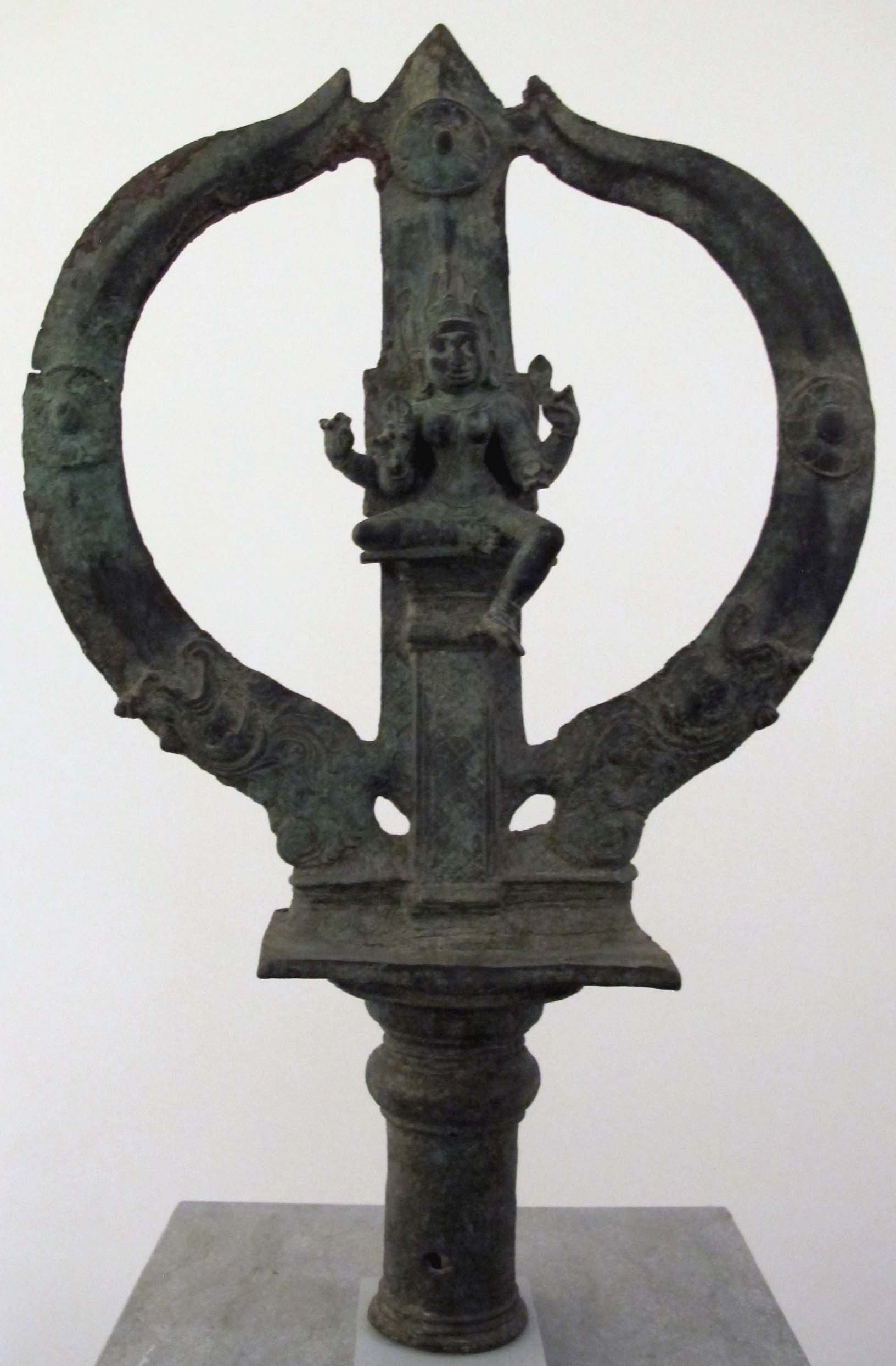
Mariamman, la diosa hindú de la lluvia.

Una  deidad ('dios o diosa) del clima, es una deidad mitológica asociada con fenómenos meteorológicos como el trueno, el rayo, la lluvia, el viento, las tormentas, los tornados y huracanes. Cuando solo están a cargo de una característica meteorológica, se les llama por tal atributo, como dios de la lluvia o dios del rayo/trueno odios de las tormentas. Este atributo singular podría enfatizarse más que el término genérico y sobreabarcante de «dios de las tormentas», si bien en el caso de los dioses del trueno/rayo, los dos términos parecen intercambiables. Aparecen comúnmente en religiones politeístas.
Muy a menudo se piensa en los dioses de las tormentas como portadores de truenos y/o rayos (los nombres de algunos dioses del rayo en realidad significan «trueno», pero en tanto no se puede tener truenos sin rayos, presumiblemente blandían ambos). De los ejemplos aquí listados, deidades de temática de tormentas se representan con mayor frecuencia como hombres, pero se describen deidades de las tormentas u otras deidades de las lluvias, el viento o el clima tanto masculinas como femeninas. Una deidad del clima puede ser considerada además una deidad de la fertilidad, o una deidad celestial, pero no necesariamente debe ser asi; e igualmente pueden estar separados o asociados estos conceptos entre diferentes deidades.

## África y el Medio Oriente

### África subsahariana
- Umvelinqangi, dios del trueno, mitología zulú.
- Mbaba Mwana Waresa, diosa de la lluvia, mitología zulú.
- Oya, el orisha yoruba de vientos, tempestades y ciclones.
- Bunzi, diosa de la lluvia, en la mitología Kongo.

### Medio Oriente afroasiático

#### Canaanitas
- Ba'al, dios cananeo de la fertilidad, el clima y la guerra.
- Hadad, el dios cananeo y cartaginés de las tormentas, la fertilidad y la guerra. Identificado como el verdadero nombre de Baʿal en Ugarit.

#### Egipcias
- Horus, el dios egipcio de las tormentas, el clima, el cielo y la guerra. Se le asocia con el sol, la realeza y la retribución. Personificado en el faraón.
- Set, el dios egipcio del caos, el mal y la tormenta, señor del desierto.

#### Mesopotámicas
- Adad, el dios del clima mesopotámico.
- Manzat, diosa del arco iris.
- Shala, esposa de Adad y diosa de la lluvia.
- Wer, un dios del clima adorado en el norte de Mesopotamia y en Siria.

## Eurasia occidental

### Balto-eslavas
- Audra, dios lituano de las tormentas.
- Bangpūtys, dios lituano de las tormentas y el mar.
- Perkūnas, dios báltico del trueno, las lluvias, las montañas y los robles. Siervo del dios creador Dievas.
- Perún, dios eslavo del trueno y el rayo y rey de los dioses.

### Celtas
- Taranis, dios celta del trueno. Es frecuentemente retratado con una rueda así como también con un rayo.[4]

### Nórdico-germánicas
- Frey, dios nórdico de la agricultura, la medicina, la fertilidad, el sol, el verano, la abundancia y las lluvias.
- Thor, dios nórdico del trueno/rayo, los robles, la protección, la fuerza y la santificación. También Thunor y Donar, sus versiones anglosajona y germánica continental, respectivamente. Todos descienden del germánico común *Thunraz, el reflejo del dios del trueno protoindoeuropeo para esta rama lingüística de los indoeuropeos.[3]

### Grecorromanas
- Eolo (hijo de Hípotes), guardián de los vientos en la Odisea.
- Anemoi, nombre colectivo de los dioses de los vientos en la mitología griega, su número varía de cuatro a más.
- Júpiter, el dios romano del tiempo y del cielo y rey de los dioses.
- Tempestas, diosa romana de las tormentas o del cambio de clima repentino. Comúnmente referida en plural, Tempestates.
- Zeus, dios griego del climas y dios celestial y rey de los dioses.

### Asia occidental

#### Anatolio-caucásicas
- Tamar (diosa), diosa virgen georgiana que controlaba el clima.
- Tarḫunna, dios hitita de las tormentas; otros idiomas de Anatolia tenían nombres similares para sus dioses de la tormenta, como los luvitas.
- Tarḫunz, dios luvita de las tormentas.
- Teshub, dios hurrita de las tormentas.
- Theispas o Teisheba, el dios urartu de las tormentas y la guerra.
- Vayu, dios del viento hindú/védico.
- Dios del clima de Nerik, dios hitita del clima adorado en el pueblo de Nerik.
- Dios del clima de Zippalanda, dios hitita del clima adorado en la ciudad de Zippalanda.

#### Hindú-védicas
- Indra, dios hindú del clima, las tormentas, el cielo, los rayos y los truenos. También conocido como el Rey de los dioses.
- Mariamman, diosa hindú de la lluvia.
- Rudra, el dios del viento, las tormentas y la caza; aspecto destructivo de Shiva.

#### Persa-zoroastrianas
- Vayu-Vata, dúo iraní de dioses, el primero es el dios del viento, muy parecido al hindú Vayu.

### Urálicas
- Küdryrchö Jumo, el dios Mari de las tormentas.
- Ukko, dios finés del trueno y la cosecha y rey de los dioses.

## Asia-Pacífico / Oceanía

### Chinas
- Dian Mu, Leigong y Wen Zhong, las deidades del trueno.
- Feng Bo, Feng Po Po y Han Zixian, las Deidades del Viento.
- Yunzhongzi, el amo de las nubes.
- Yu Shi, el dios de la lluvia.
- A veces se incluían los Reyes Dragón en lugar de Yu Shi.

### Filipinas
- Oden, la deidad bugkalot de la lluvia, adorada por sus aguas dadoras de vida.[5]
- Apo Tudo, la deidad ilocano de la lluvia.[6]
- Anitun Tauo, la diosa sambal del viento y la lluvia que fue reducida de rango por Malayari por su arrogancia.[7]
- Anitun Tabu, la diosa tagalo del viento y la lluvia e hija de Idianale y Dumangan.[7]
- Bulan-hari, una de las deidades tagalo enviadas por Bathala para ayudar a la gente de Pinak; puede ordenar que caiga la lluvia; casado con Bitu-in.[8]
- Santonilyo, una deidad bisaya que trae lluvia cuando su imagen se sumerge en el mar.[9]
- Diwata Kat Sidpan, una deidad Tagbanwa que vive en la región occidental llamada Sidpan;[10] controla las lluvias.[11]
- Diwata Kat Libatan, una deidad tagbanwa que vive en la región oriental llamada Babatan;[10] controla la lluvia.[11]
- Diwata na Magbabaya, simplemente referido como Magbabaya, la buena deidad suprema de Bukidnon y el planificador supremo que parece un hombre; creó la tierra y los primeros ocho elementos, a saber, bronce, oro, monedas, roca, nubes, lluvia, hierro y agua; usando los elementos, también creó el mar, el cielo, la luna y las estrellas; también conocido como el dios puro que desea todas las cosas hasta crearlas; una de las tres deidades que viven en el reino llamado Banting.[12]
- Anit: también llamado Anitán; el guardián manobo del rayo.[7]
- Inaiyau: el dios manobo de las tormentas.[7]
- Tagbanua: el dios manobo de la lluvia.[7]
- Umouiri: el dios manobo de las nubes.[7]
- Libtakan: el dios manobo del amanecer, el atardecer y el buen tiempo.[7]

### Japonesas
- Fūjin, dios japonés del viento.
- Raijin, dios japonés del trueno, el rayo y las tormentas.
- Susanoo, tempestuoso dios japonés de las tormentas y el mar.

### Oceanía
- Baiame, dios del cielo y deidad creadora del sureste de Australia.
- Julunggul, diosa serpiente arcoíris de la tierra de Arnhem que supervisaba la iniciación de los niños a la edad adulta.
- Tāwhirimātea, dios de la tormenta maorí.

## Nativas Americanas

### América Central, América del Sur y el Caribe
- Apocatequil, dios pre-inca del rayo, el día y el bien. Variante regional del dios Illapa.
- Chaac, dios maya de la lluvia. El equivalente azteca es Tlaloc.
- Coatrisquie, diosa taína de la lluvia, sirvienta de Guabancex y compañera del dios del trueno Guatauva.
- Cocijo, dios zapoteca del rayo.
- Ehécatl, dios azteca del viento.
- Guabancex, diosa superior taína de la tormenta; la Dama de los Vientos que también provoca terremotos y otros desastres naturales.
- Guatauva, dios taíno del trueno y el relámpago que también se encarga de reunir a los demás dioses de la tormenta.
- Huari, dios principal de la cultura chavín. Después de la caída de los Chavín, la etnia Huari (y muy posiblemente también, la cultura wari) continuaría adorando a este dios bajo el mismo nombre, pero con atributos propios. Para la antedicha etnia, Huari era el dios gigante del sol, el agua y la agricultura.
- Huracán, dios maya quiché del clima, el viento, las tormentas y el fuego.
- Illapa, dios inca del cielo, los fenómenos atmosféricos y la guerra. Era conocido por muchos nombres y variantes regionales que eran sus análogos como: Paryaqaqa, Catequil, Yana Raman, etc. Illapa funge como uno de los dioses más privilegiados y poderosos dentro del imperio incaico.
- Juracán, zemi o deidad taína del caos y el desorden que se cree que controla el clima, particularmente los huracanes.
- K'awiil, clásico dios maya del rayo.
- Kon, dios inca del viento y la lluvia. Kon era considerado también como un dios creador.
- Pachacámac, dios inca creador y sustentador del universo. Sus múltiples atribuciones incluyen: el fuego, el cielo, la noche, la tierra, los terremotos, etc. Es frecuentemente descrito como una reedición de Huiracocha. Pachacámac es establecido como uno de los dioses más importantes y poderosos dentro del imperio incaico.
- Paryaqaqa, dios pre-inca del agua, las lluvias torrenciales, las tormentas y el rayo. Es considerado creador y dios principal de la etnia de los Yauyos. Cuando los incas conquistaron a dicha etnia, Pariacaca fue asimilado dentro del panteón incaico como un dios importante y variante regional del dios Illapa.
- Pusikaqcha, dios pre-inca del rayo. Considerado el creador y venerado por los pueblos del altiplano andino. Es posible que Pusikaqcha sea un nombre regional de los dioses Huiracocha o Illapa.
- Q'uq'umatz, dios maya quiché del viento y la lluvia, también conocido como Kukulkán, el equivalente azteca es Quetzalcóatl.
- Tezcatlipoca, dios azteca de los huracanes y los vientos nocturnos.
- Tláloc, dios azteca de la lluvia y los terremotos. El equivalente maya es Chaac.
- Tohil, dios maya quiché de la lluvia, el sol y el fuego.
- Tunupa, dios aimara del fuego, los volcanes y el rayo.
- Tupã, dios guaraní del trueno y la luz. Creador del universo.
- Huiracocha o Viracocha, el dios inca y pre-inca de todo. Creador absoluto de todo el Cosmos, así como todo lo existente. Considerado el padre de los dioses incas y dios supremo del panteón incaico. Dentro de sus incontables atribuciones, se destacan: el sol, los fenómenos atmosféricos, el conocimiento, el orden, etc.
- Yana Raman, dios pre-inca del rayo. Considerado creador por la etnia de los Yaros o Llacuaces. Variante regional del dios Illapa.
- Yopaat, un dios maya de las tormentas, del período Clásico.